# Torpedo panthera
Torpedo panthera is een vissensoort uit de familie van de sidderroggen (Torpedinidae). De wetenschappelijke naam van de soort is voor het eerst geldig gepubliceerd in 1831 door Olfers.